# (38826) 2000 RZ92
2000 RZ92 (asteroide 38826) é um asteroide da cintura principal. Possui uma excentricidade de 0.10757280 e uma inclinação de 10.57079º.
Este asteroide foi descoberto no dia 3 de setembro de 2000 por LINEAR em Socorro.